# Carway (Alberta)
Pour les articles homonymes, voir Carway.
Carway est un hameau (hamlet) du Comté de Cardston, situé dans la province canadienne d'Alberta.